# Коксуйский хребет (Западный Тянь-Шань)
Коксу́йский хребет (узб. Koʻksuv tizmasi, кирг. Көк-Суу тоосу) — хребет в Западном Тянь-Шань, на границе Кыргызстана и Узбекистана. Длина около 70 км, средние высоты около 2000 м. С юго-востока ограничивает долину, по которой протекает река Коксу, впадающая в Чарвакское водохранилище.

В верховье речки Ихнач от Пскемского хребта отходит параллельный ему Коксуйский хребет, протянувшийся почти на 60 км. Между хребтами протекает Коксу, впадающая теперь в Чарвакское водохранилище у кишлака Бурчмулла. Склоны обоих хребтов, обращенные к реке, чрезвычайно круты и скалисты, нередко почти отвесны. Поэтому Коксу течёт в глубоком ущелье и больше чем наполовину непроходима вдоль русла.
— В. Н. Попов. «Западный Тянь-Шань». Книга из серии По родным просторам, Москва, издательство «Физкультура и спорт», 1978

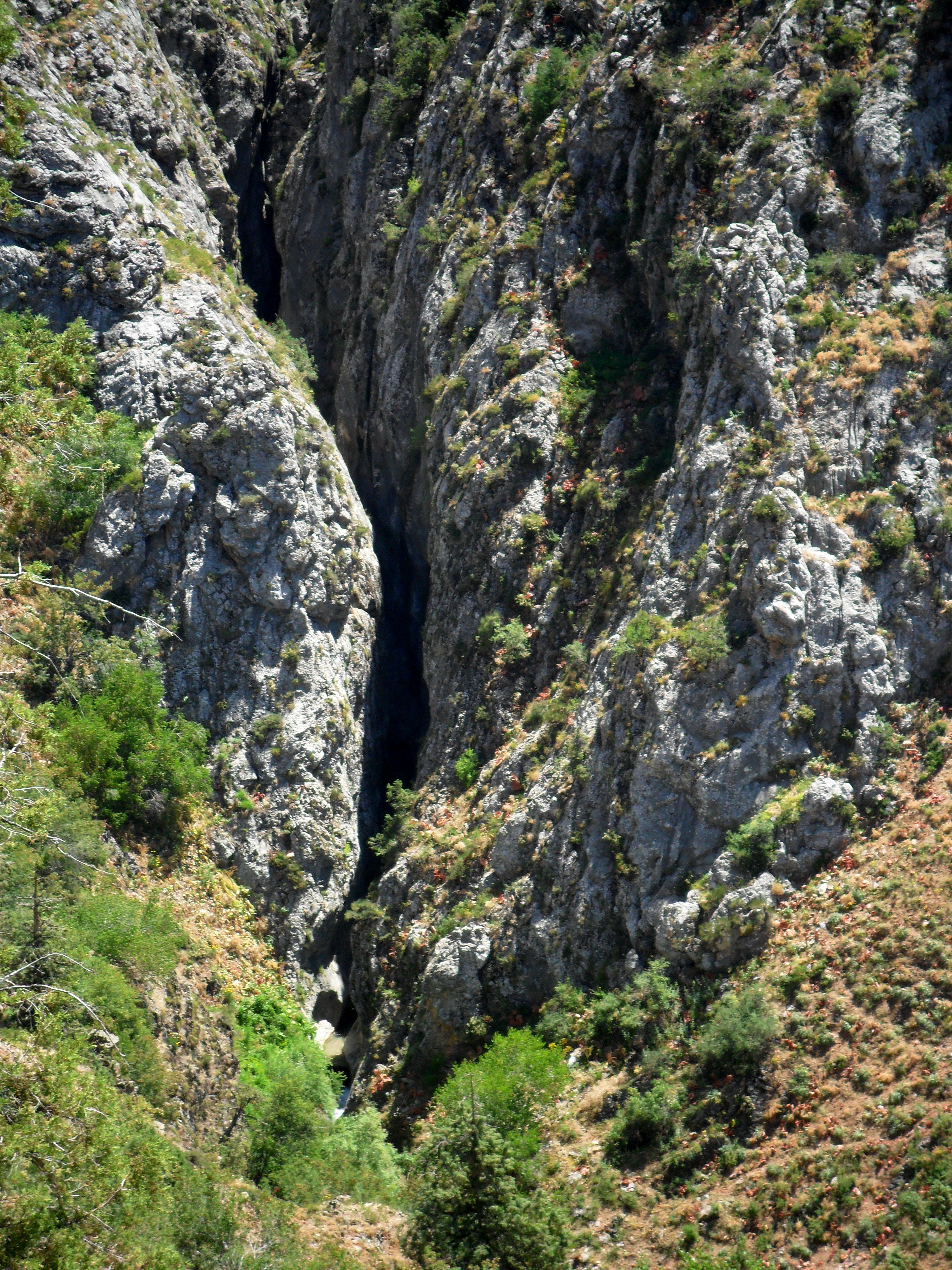
Теснины реки Кулосья, текущей с отрогов Коксуйского хребта

Преобладают хвойно-широколиственные леса, арчовые редколесья, альпийские луга.
Высшими точками Коксуйского хребта являются вершины Акташ (3482 м) и Казанбулак (3369 м), расположенные в верхней, северо-восточной части хребта.
Хребет находится на территории Ташкентской области Узбекистана и Джалал-Абадской области Кыргызстана.
На границе Узбекистана и Кыргызстана находится перевал Алям (~2000 м), через который в своё время проходил популярный туристический маршрут «Алямское кольцо». В настоящее время этот туристический маршрут не существует из-за его прохождения через границу.